# おとなのえほん
おとなのえほんは、かつてサンテレビが制作していた深夜番組、お色気バラエティ番組である。放送時期は1980年代後半から1990年代半ばで、番組名は何度かマイナーチェンジしている。
- おとなの絵本（おとなのえほん、1988年10月 - 1989年3月）
- 満月テレビ（まんげつテレビ、1989年4月 - 1991年9月）
- 週刊おとなの絵本（しゅうかんおとなのえほん、1991年10月 - 1992年9月）
- おとなのえほん（1992年10月 - 1996年9月、「関西スケベファクトリー」など時期によってサブタイトルが付けられていた）

## 概要
関西のお笑い芸人、落語家、AV女優が多数出演し、主にエッチを題材としたコーナーが放送された。また、『もしもしピエロ』など関西のラブホテルチェーンでのロケも多く行われた。
番組の主な構成は、各シーズンともにお笑い芸人または落語家の司会者に女性アシスタント（AV女優やグラビアアイドル）1～2人が付いて進行し、各コーナーが挟まれる。番組後半には新作AVの紹介コーナーとプレゼントがあった。

番組に出演するAV女優は決まったAVメーカーの専属女優であることが多かった。
サンテレビ以外にも、独立UHF局を中心に各地のローカル局で放送されており、数日遅れで放送されていた。

## スタッフ
「週刊おとなの絵本」時代
- CAM：阪本敏
- VTR：長井道也
- 音声：おとや工房
- 照明：大阪共立
- 編集：安藤博昭
- 美術：アピス
- ヘアメイク：沢れい子
- スタイリスト：本田ゆかり
- コーディネート：スタジオ・ファイン
- 協力：松竹芸能、あかしや企画、ダイヤモンド映像
- ディレクター：桑原高広、山本仁太
- コーディネーター：山本卓（駿河台企画）
- 構成：滝三郎
- プロデューサー：畠中一郎（ファーストエンタープライズ）、内藤晴文（ダイフク企画）、高田匡志（サンテレビジョン）、厨子忠純（サンテレビジョン）
- 企画：ファーストエンタープライズ、ダイフク企画
- 制作協力：テクノ・ビジョン
- 制作著作：サンテレビジョン

## 主なコーナー
この番組では、内容はほとんど変更せずコーナー名だけリニューアルするというケースも少なくなかった。
- ボディペン美術かーん
- ボディペン大将
- ボディペンですマッチョ
- ギャルギャルかるた取り
- 切り抜き脱線ゲーム
- ニュース69
- 読者のページ（視聴者に電話をかけるコーナー）
- 性生活セミナー実践AV講座
- BONDAGE GONG SHOW
- 聖職ムチムチ肉弾勝負
- 人生相談お背中流しましょう
- お医者の学光
- JUSTICE 裁きの部屋
- Challenge Direction of AV
- POSTMAN SHOW
- Pプロジェクト予備校
- 南野桃子探偵事務所
- 実践AV講座 青ちゃんの性感開発セミナー
- クイズぶっていただきまショー
- 今夜のお体位
- 赤ひげ無理矢理相談室
- パンティーアップ
- 新ホスト講座
- ホストさんいらっしゃい
- ちょっとHな運動会
- むっちゃHな運動会
- 高級ムードシアター
- ミスターベンハーを探せ
- 興奮AV最前線
- なんてったってAV!
- AV INTRODUCTION
- AV PARADISE
- AVピュピュピュ
- ファンキーAV王国
- おとなの自由時感
- 風俗美人コンテスト
- モモコの3分間クッキング
- Dr克弥のFunkyメディカルjocky（菅原かおり）
- 克弥のグッドフェイス
- 克弥のビューティージョッキー
- 克弥の美女診断
- 克弥の夜のお悩み倶楽部
- 克弥と綾ちゃんの気まぐれ美女シネマ（吉野綾）
- なるほどべっぴんシネマ
- あきれた写真倶楽部
- あの娘とぽんぽこりん
- NANIWA Connection =大阪武勇伝=
- 黒木香のイッテもいいかしら
- 黒木香のここだけの話
- 結城将のアクション実況
- なんでも最新情報
- ダウト!ダウト!ダウト!
- NEWS69
- ひさうちみちおの変態のホームラン王
- 熱血ホルモン道場
- アダルトshow劇場
- 性感ラビリンス
- ムムムのむ
- 声優 SAY ME
- AVのツボ
- ひみつのダッコちゃん
- 性活SHOW百科
- ちたまじん

## 主な出演者
司会者
- 笑福亭鶴志
- 桂文福
- ラサール石井
- デーブ・スペクター
- 村上ショージ
- ぼんちおさむ
- 桂きん枝
- 中田ボタン
- 坂田利夫

レギュラー
- 水玉れっぷう隊
- タージン
- リットン調査団
- 笑福亭学光
- 青野敏行
- ぴのっきを
- ティーアップ
- パート2
- 林家染吉
- ホープユタカ
- ミッサン
- 笑福亭小松
- 黒木香
- 桂小枝
- マットーヤ毛平
- 高須克弥
- ターザン八木
- 小鳩美愛
- 乃木真梨子
- 道玄由紀子
- 藤小雪
- 松坂季実子
- 沙羅樹
- 美雪沙織
- 北岡錦
- 浅倉舞
- 若井みどり
- 若井小づえ
- 水島裕子
- 角松かのり
- 林かづき
- 麻宮淳子
- 松本コンチータ
- 夕樹舞子
- 吉野綾
- 工藤幸子
- 宮木汐音
- 立野しのぶ
- 沢口まりあ
- 星野杏里
- 伊藤真紀
- 倉沢まりや

ナレーション
- シージャー中村